# Chiara Hölzl
Chiara Hölzl, född 18 juli 1997, är en österrikisk backhoppare som ingick i det österrikiska lag som vann silver i den mixade lagtävlingen vid VM 2013. Vid tävlingen var Hölzl 15 år.
Hon deltog vid olympiska vinterspelen 2014 där hon slutade på 25:e plats.